# Pierre Lauverjat
Pierre Lauverjat (Bourges, Departament del Cher, Regne de França, 1575 - 1626) fou un compositor francès del Renaixement. Va ser mestre de música de la Santa Capella de Bourges. Deixà diverses misses a 4 i 5 veus, impreses a París el 1613, 1617 i 1623:
- Missa Confitebor tibi Domine, a 5 veus (París, 1613)
- Missa Fundamenta ejus, a 5 veus (París, 1613)
- Missa Ne morieris, a 5 veus (París, 1613)
- Missa Tu es Petrus, a 5 veus (París, 1613)
- Missa Iste confessor, a 4 veus (París, 1617)
- Missa Legem poner a 4 veus (París, 1617)
- Missa O gloriosa Domina, a 4 veus (París, 1623)
- Missa pro defunctis, Rèquiem a 4 veus (París, 1623)